# Herkus Kunčius
Herkus Kunčius (ur. 18 kwietnia 1965 w Wilnie) – litewski pisarz i dramaturg, autor poczytnych powieści, w tym Litwina w Wilnie.

## Życiorys
Jest synem Anicetasa Kunčiusa i Aldony Mikšytė – śpiewaków występujących m.in. w Teatrze Muzycznym w Kownie. W 1990 roku ukończył historię sztuki na Akademii Sztuk Pięknych w Wilnie. Pracował jako redaktor i krytyk sztuki w czasopismach kulturalnych "Krantas" i "Literatūra ir menas". 
W 1996 roku w czasopiśmie "Metai" ukazała się jego pierwsza powieść zatytułowana Ir dugnas visada priglaus. Tworzy także eseje, utwory dramatyczne i słuchowiska radiowe.  

## Twórczość
- Ir dugnas visada priglaus (1996)
- Matka pitka (1998)
- Sparnų vaško ūrna (1998)
- Barbarai šventykloje(1998)
- Būtasis dažninis kartas (1998)
- Moja walka bambino (Mano kova bambino 1999, polskie tłumaczenie Izabeli Korybut-Daszkiewicz, 2001, ISBN 83-88928-00-7)
- Pilnaties linksmybės (1999)
- Pelenai asilo kanopoje (2001)
- Ištikimiausias metafizinis draugas (2002)
- Pelenai asilo kanopoje, Smegenų padažas, Ekskursija: Casa matta (2002, ISBN 9986-39-195-4)
- Ornamentas (2002, ISBN 9986-745-70-5)
- Gaidžių milžinkapis (2004, ISBN 9986-745-83-7)
- Nepasigailėti Dušanskio (2006)
- Išsiduoti, išsižadėti, apšmeižti (2007, ISBN 978-9986-39-491-4)
- Virtuvės Tarakono nuotykiai (2008)
- Pijoko chrestomatija (2009, ISBN 978-9955-34-179-6)
- Litwin w Wilnie (Lietuvis Vilniuje 2011, polskie tłumaczenie Michała Piątkowskiego. Kolegium Europy Wschodniej im. Jana Nowaka-Jeziorańskiego we Wrocławiu 2014, ISBN 978-83-7893-120-1)
- Żelazna rękawica Stalina (Geležinė Stalino pirštinė  2019, polskie tłumaczenie Izabeli Korybut-Daszkiewicz Kolegium Europy Wschodniej im. Jana Nowaka-Jeziorańskiego we Wrocławiu 2023)